# 韦塞雷哈伊 (扎波罗热州)
47°58′53″N 35°47′53″E / 47.98139°N 35.79806°E
韋塞雷哈伊（烏克蘭語：Веселий Гай）是位於烏克蘭東南部的村莊，由扎波羅熱州扎波羅熱区的新米科拉伊夫卡市鎮負責管轄。該村處於卢布亚希夫卡河畔，距離奧斯特羅夫斯凱3公里，始建於1921年，面積14平方公里，海拔高度97米，2001年人口497。